# 本間勝喜
本間 勝喜（ほんま かつよし、1944年（昭和19年） - ）は、日本の教育者、歴史研究家。

## 略歴
- 1944年（昭和19年） - 山形県鶴岡市に生まれる。
- 1962年（昭和37年） - 山形県立鶴岡南高等学校卒業
- 1966年（昭和41年） - 慶應義塾大学卒業
- 1974年（昭和49年）8月 - 大月短期大学講師 就任
- 1984年（昭和59年）3月 - 同職退任
- 1986年（昭和61年） - 明治大学大学院修了
- 1992年（平成4年）4月 - 羽黒高等学校講師 就任
- 2009年（平成21年）9月現在、鶴岡市郷土資料館 勤務（鶴岡市史編纂委員）

## 著書
- 1993年（平成5年） - 『近世幕領年貢制度の研究』 文献出版（出版） ISBN 4-8305-1168-0
- 1996年（平成8年） - 『出羽幕領支配の研究』 文献出版（出版）ISBN 4-8305-1186-9
- 1997年（平成9年） - 『近世前期羽州幕領支配の研究』 文献出版（出版） ISBN 4-8305-1199-0
- 1999年（平成11年） - 『酒井備中守忠解と大山藩 ： 庄内藩支藩ものがたり』 庄内近世史研究会（出版）
- 2000年（平成12年） - 『庄内天領大山村の村役人』 庄内近世史研究会（出版）
- 2000年（平成12年） - 『出羽天領の代官』 同成社（出版）ISBN 4-88621-206-9
- 2001年（平成13年） - 『余目・酒井家と余目領五千石』 庄内近世史研究会（出版）
- 2008年（平成20年） - 『江戸時代の庄内を彩った人たち』 東北出版企画（出版） ISBN 978-4-88761-048-4
- 2009年（平成21年） - 『庄内藩』 現代書館（出版）ISBN 978-4-7684-7116-6
- 2011年（平成23年） - 『庄内藩城下町鶴ヶ岡の豪商 1 ： 忘れられた御用商人たち 上』 東北出版企画（出版） ISBN 978-4-88761-075-0